# Marco Patricelli
Marco Patricelli (Pescara, 11 décembre 1963) est un historien et universitaire italien, professeur d'histoire de l'Europe contemporaine à l'université de Chieti (Italie) et spécialiste de l'histoire de la Pologne du XXe siècle.

## Œuvres
- Le Volontaire (Il volontario)[1] Lecture partielle Google Livres
- Liberate il Duce : Gran Sasso 1943: la vera storia dell'Operazione Quercia, Mondadori, Milano 2001 (ried. Hobby & Work, Milano 2011). * La Stalingrado d'Italia - Ortona 1943, una battaglia dimenticata, Utet, Torino 2002. * Le lance di cartone - Come la Polonia portò l'Europa alla guerra, Utet, Torino 2004. * I banditi della libertà - La straordinaria storia della Brigata Maiella, partigiani senza partito e soldati senza stellette, Utet, Torino 2005*. L'Italia sotto le bombe - Guerra aerea e vita civile, Laterza, Roma 2007. * Settembre 1943 - I giorni della vergogna, Laterza, Roma 2009. * Il volontario, Laterza, Roma 2010 (Premio Acqui Storia). * Morire per Danzica, Hobby & Work, Milano 2011.

### Le Volontaire
Marco Patricelli a eu accès aux documents d'archives concernant Witold Pilecki en travaillant sur un ouvrage intitulé Comment la Pologne conduisit l'Europe à la guerre. Il est en contact direct avec le fils de Witold Pilecki, Andrzej, toujours vivant, dont de nombreuses déclarations sont rapportées dans le livre.
Il publie son livre intitulé Le Volontaire retraçant l'histoire de ce lieutenant de cavalerie polonais  déporté volontaire à Auschwitz en 1940 qui fit sortir du camp des témoignages sur les conditions d'internement jusqu'à son évasion en 1943.Il participa à l'insurrection de Varsovie en 1944 avant d'être arrêté. Jugé pour traitrise par les communistes, il a été exécuté en 1948.
Les recherches furent complexes de par le fait que les informations concernant Witold Pilecki sont rares et la plupart du temps censurées. L'emplacement du tombeau de Witold Pilecki n'a d'ailleurs toujours pas été révélé aux membres de sa famille.